# Pratinas
Pratinas (Fliunte, del Peloponeso; fl. ca. 500 a. C.) fue un autor de teatro de la Antigua Grecia. 
Hijo de Pirrónides y padre del dramaturgo Aristias, Pratinas es el autor más problemático de la fase arcaica del teatro griego. Vivió en los siglos VI y V a. C., compitió en algunos certámenes dramáticos con Esquilo y compuso los primeros dramas satíricos, un género por entero diferente de la tragedia y más cercano a la comedia; a este género parecen pertenecer 32 de las 50 piezas que se le atribuyen. 
Parece haber empezado con Pratinas la costumbre de representar los espectáculos satíricos después de las trilogías trágicas. Sus dramas exigían escenarios naturales, y sus personajes eran héroes arrojados que una y otra vez vencían a tiranos y a monstruos mitológicos. Sólo obtuvo una victoria: fue entre el 499 y el 496 a. C., y venció a Esquilo y a Quérilo. 
Se conservan unos pocos títulos de la obra de Pratinas: Dimenas o mujeres de Carias, Perseo y el drama satírico  Los Luchadores de la palestra. En todos ellos, el dios Dioniso gozaba de un papel destacado. Al igual que Tespis y Frínico, se interesó por la coreografía y por la música. Precisamente su más importante fragmento, el famoso hiporquema, criticaba algunas tendencias musicales que relegaban la palabra a un segundo plano.